# Nachos
Els nachos són un plat típic tex-mex que consisteix en tortilla xips recoberts de formatge fos, sovint amb altres ingredients. Són molt populars als Estats Units i se serveixen a altres parts del món. La recepta original consistí en només tortilla xips cobertes de formatge ratllat i rostides al forn, amb trossos de bitxo jalapeño confitat per sobre. Se serveix com a aperitiu i, amb més ingredients o en porció més gran, com a plat principal.

## Variacions
Tenen força variants incloent tota mena d'ingredients mexicans i estrangers. Els nachos servits com a plat principal sol contenen carn, fesols, o tots dos; també és comú afegir verdures i condimentar-los amb salses. Addicions freqüents inclouen:
- Fesols fregits, frijoles refritos, elaborats amb fesols negres o pintos; són un plat típic tant de la cuina mexicana com de la cuina tex-mex.
- Carn de diversos tipus: carn de bou picada o cuita a la graella (anomenat carne asada), carn de pollastre, xoriço mexicà, o el guisat chili con carne.
- Tomàquet
- Cebes
- Olives
- Pebre verd
- Bitxos frescs o confitats
- Enciam
- Crema agra
- Suc de llimó dolç
- Fulles de coriandre
- Salsa picant
- Guacamole

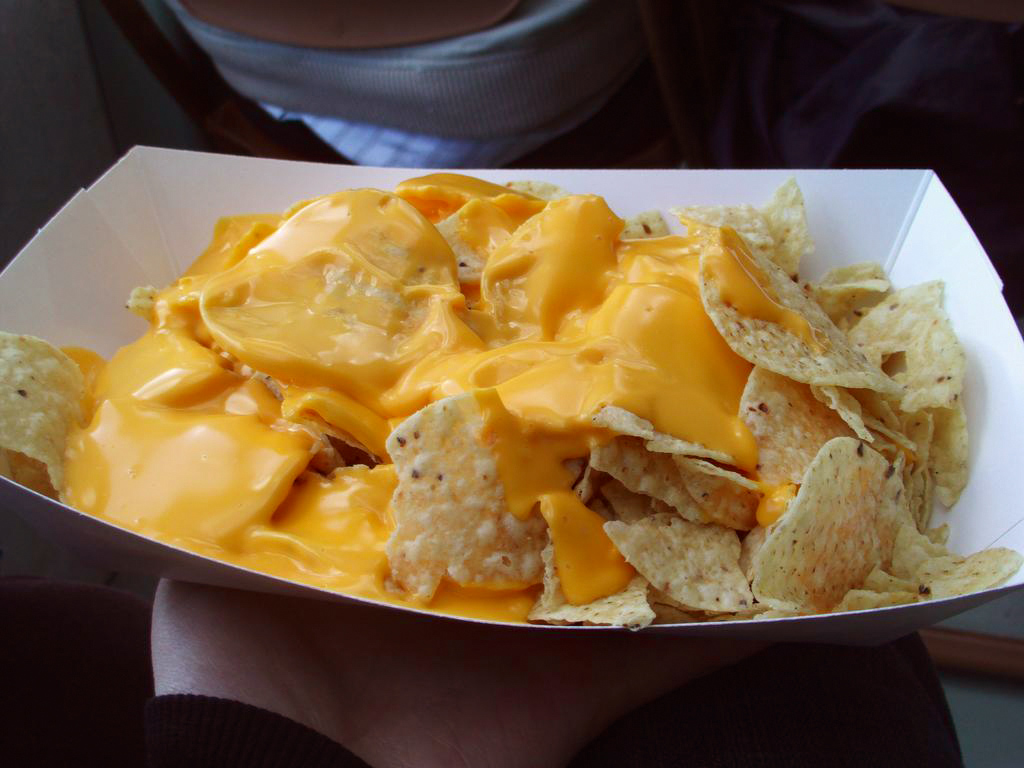
Nachos fets amb nacho cheese.

Un altre variant reemplaça el formatge ratllat amb una salsa feta de formatge processat (anomenat nacho cheese). La salsa s'aboca per sobre de les tortilla xips; aquest variant sovint se serveix als cines, estadis, o altres llocs on no convé ratllar i fondre formatge per cadascun client. Aquest nacho cheese es pot comprar també en pots a supermercats.

## Origen
Els nachos foren inventats l'any 1943 per un home qui es va dir Ignacio "Nacho" Anaya. Anaya treballava com cambrer a un restaurant en Mèxic just al costat de la frontera amb Texas. El restaurant estigué a punt de tancar-se de nit quan arribaren les dones d'uns oficials militars estatunidencs apostats a una base militar a prop. Al no poder trobar el cuiner, Ignacio va decidir fer un plat simple. Va fondre formatge per sobre de tortilla xips i hi va posar bitxos confitats. A les dones els van agradar molt, i quan el van preguntar el nom del plat perquè poguessin tornar a demanar-lo, Anaya l'anomenà l'"especialitat del Nacho". Altres clients van començar a demanar-los "nachos", com la gent començava a referir-se al plat, i els nachos es feien un clàssic de la cuina tex-mex.